# Олесь Олехнік
Олесь Олехнік (біл. Алесь Алехнік; нар. 31 липня 1929, Перуново, Лунинецький район, Берестейська область, БРСР, СРСР (тепер с. Лахва, Лунинецький район, Берестейська область, Білорусь) — 2006) — діяч білоруської еміграції в Австралії.

## Біографія

### Раннє життя
Олесь Олехнік народився 31 липня 1929 в хуторі Перуново Лунинецького району Берестейської області. Походив з селянської православної сім'ї, яка не була бідною.

### Освіта
Рідна місцевість на той час знаходилась на території Польщі, Олехніки жили приблизно за 40 кілометрів від кордону. Вивчався Олесь в польській школі.
У 1939 році прийшли більшовики і змінили мову школи Олехніка на російську. Але, згідно зі спогадами Олеся Олехніка, його вчителі давали йому й білоруськомовні книжки. Сім'я Олехніка була записана на заслання до Сибіру, яке планувалось на кінець червня 1941 року. Проте тоді розпочалася німецько-радянська війна. У часи німецької окупації, Олесь вчився в гімназії, де тягнувся до «білоруськості».

### Життя в Німеччині
Наприкінці війни Олехнік опинився в Німеччині, куди хотіли переїхати батьки. У 1948 році його, дев'ятнадцятирічного хлопця з табору Міхельсдорф, залучили до Білоруської репрезентативної служби на еміграції. У його обов'язки входило поширення правди про Білорусь серед людей різних національностей, що волею долі опинились за межами рідної країни, у таборах для «переміщених осіб».

### Життя в Австралії
В Австралії з 1950 року. Член та довгостроковий секретар Білоруського об'єднання в Австралії, від імені якого представляв білорусів на різних міжнародних форумах в Австралії (брав участь у двох Австралійських громадянських конвенціях, був спостерігачем у парламенті) та за кордоном на таких конференціях як: Антикомуністична ліга народів Азії та Світова антикомуністична ліга. Наприкінці 1950-х він займався виданням інформаційного бюлетеня Білоруського об'єднання в Австралії «Новае Жыццё».
1969—1982 роки — керівник Крайового штабу Білоруського Визвольного Фронту в Австралії.
Автор книги «Пад бел-чырвона-белым» (Вільнюс, 1999). Його архів, що включає документи Білоруського об'єднання та численні листування, зберігається у Білоруському державному архіві-музеї літератури та мистецтва.